# 3e bataillon du 25e régiment de Marines
Le 3e bataillon du 25e régiment de Marines (3rd Battalion 25th Marines) est une réserve d'infanterie de l'US Marine Corps basée à Brook Park dans l'Ohio. Une partie des effectifs est également déployée en Ohio, dans l'État de New York et en Virginie-Occidentale. Le bataillon consiste en approximativement 800 hommes appartenant au 25e régiment de Marines et la 4e division de Marines.

## Unités
| Nom de la compagnie               | Lieu de casernement                |
| --------------------------------- | ---------------------------------- |
| Headquarters and Services Company | Brook Park (Ohio)                  |
| India Company                     | Buffalo (New York)                 |
| Kilo Company                      | Moundsville (Virginie-Occidentale) |
| Lima Company                      | Columbus (Ohio)                    |
| Weapons Company                   | Akron (Ohio)                       |